# Sousse Riadh
Sousse Riadh est une délégation tunisienne dépendant du gouvernorat de Sousse.
En 2004, elle compte 65 333 habitants dont 33 769 hommes et 31 564 femmes répartis dans 14 813 ménages et 17 941 logements.